# Karen Hamaker

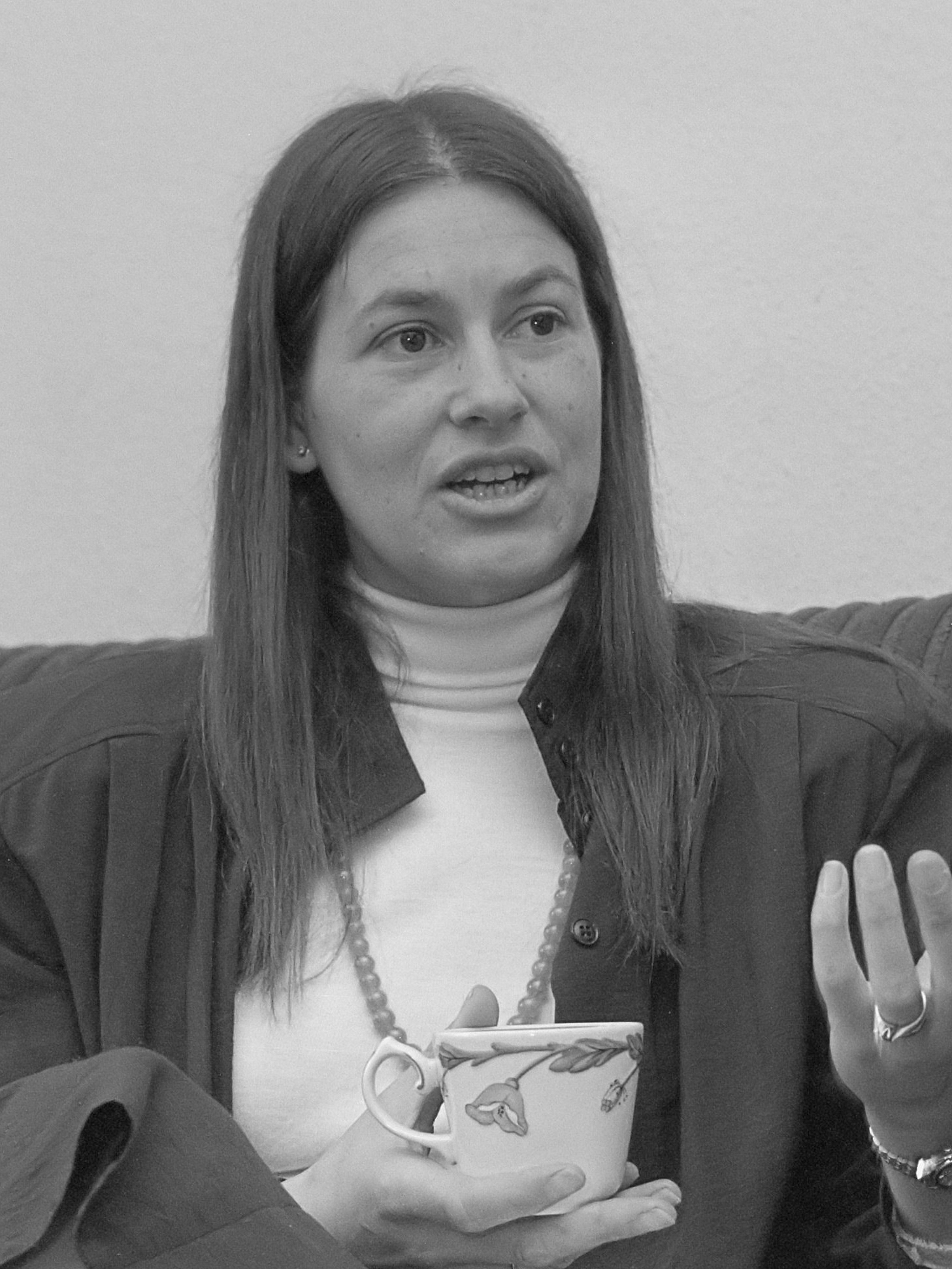
Karen Hamaker (1989)

Karen M. Hamaker-Zondag (Schiedam, 2 december 1952) is een Nederlands astroloog.

## Levensloop
Zij studeerde sociale geografie en planologie aan de Universiteit van Amsterdam, gaf aardrijkskundeles op een Havo en werkte in 1977 bij het Instituut voor Milieuvraagstukken. Nog tijdens haar studie maakte zij kennis met astrologie (1971), en vanaf 1972 met parapsychologie, jungiaanse psychologie, tarot en de I Tjing. Astrologie werd bepalend worden voor haar verdere loopbaan. Ze werd redactielid van het astrologisch tijdschrift Spica, was in 1980 oprichter van de vierjarige astrologieopleiding Achernar en het astrologisch tijdschrift Symbolon dat in 1990 verscheen. Ze schreef een groot aantal boeken, die vaak in meerdere talen zijn vertaald. Hoewel ongeschoold in de psychologie, wordt ze gezien als een vertegenwoordiger van de psychologische astrologie. Haar Stichting Odrerir biedt een opleiding aan in de symbolische psychologie op basis van C.G. Jung. Naast jungiaanse astrologie heeft ze ook interesse in vormen van traditionele astrologie zoals uurhoekastrologie en in oude orakelsystemen. Zij publiceerde onder meer over de I Tjing, Europese geomantie en tarot. In het boek De jod en ongeaspecteerde planeten in de horoscoop paste ze astrologie in als case-study toe op verschillende gevallen: Monica Lewinsky, Linda Tripp, Kenneth Starr, Bill Clinton, Diana Spencer, prins Charles en prins William.
In 1998 kreeg ze de Amerikaanse Regulus Award for Astrological Education voor haar werk op het gebied van astrologisch onderwijs en de verspreiding van astrologie.
In 2023 werd het boek Ken uw recht van Michael van Leeuwen gepubliceerd, waarvan Hamaker ghostwriter is. Haar aandacht is in de voorgaande jaren verschoven naar jungiaanse astrologie als een manier om ontwikkelingen in politiek, economie en de wereld te begrijpen.